# Gjellerupia pallicolor
Gjellerupia pallicolor is een hooiwagen uit de familie Zalmoxioidae.